# Phaeophilacris parva
Phaeophilacris parva är en insektsart som beskrevs av Scott LaGreca 1978. Phaeophilacris parva ingår i släktet Phaeophilacris och familjen syrsor. Inga underarter finns listade i Catalogue of Life.